# Carposina crinifera
Carposina crinifera là một loài bướm đêm thuộc họ Carposinidae. Nó là loài đặc hữu của Oahu và Molokai.